# 바이페닐
바이페닐(biphenyl, phenylbenzene, 1,1'-biphenyl, lemonene) 은 무색의 결정성 고체를 형성하는 유기 화합물이다.
바이페닐은 독특한 냄새가 나며, 방향족 탄화수소로서 (C6H5)2을 가진다. 폴리염화 바이페닐(PCBs)의 원료물질로서 잘 알려져있으며, 널리 이용되는 유체 유전체 및 전열 물질이다.
바이페닐은 또한 유화제, 광학적인 광택제, 작물 보호 제품, 플라스틱등 유기 화합물의 중간물질로서도 사용된다. 바이페닐은 물에 불용성이며,그러나 일반적인 유기 용제에 가용성이다. 두 개의 페닐 고리가 연결된 모양의 분자구조를 가지고있다.

## 특성과 발생을
바이페닐은 톨루엔의 탈알킬화를 통한 벤젠생산의 산업 부산물로서 생성된다.:
C6H5CH3 +C6H6 →C6서5−C6H5 +CH4
벤젠의 산화 탈수소화를 통한 방법도 주로 이용된다.:
2C6서6 +1⁄2 O2 →C6서5−C6서5 +H2O
40,000,000kg 의 생산이 이 방법을 통한 것이다.
실험실에서는 페닐 브로민화 마그네슘과 구리염을 통해 합성할 수 있다.

### 자연적 발생
석탄 타르, 원유및 천연 가스안에 바이페닐이 존재하며, 증류를 통해 독립적으로 분리할 수 있다.

## 반응 및 이용
작용기가 결핍되어 있기에 바이페닐은 반응성이 적어 이러한 성질을 주로 이용한다. 바이페닐은 다이페닐에터와의 공융(eutectic) 혼합물로서 열전도물질로 주로 이용된다. 이 혼합물은 400 ℃까지 안정하다.
바이페닐은 방향족 설폰화 반응을 통해 염기성 가수분해 생산물로서 살균제로서 이용되는 p-hydroxybiphenyl과 p,p′-dihydroxybiphenyl을 생성한다. 다른 치환 반응에서는, 할로젠화 반응을 통해 인기있는 살균제였던, 폴리염화 바이페닐을 생성한다.

## 입체화학
바이페닐에서 단일결합에 대한 회전과, 그리고 특히 오쏘-유도체 치환(ortho-substituted derivative에서 sterically hindered이다. 그로 인해 몇몇 치환된 바이페닐 화합물들은 회전장애 이성질 현상(atropisomerism)을 보인다. 즉 개개의 C2-대칭-이성질체가 선광성을 띤다는 것이다.몇몇 유도체, 뿐만아니라 BINAP과 같은 관련된 분자또한, 비대칭 반응에서 리간드로서 작용한다. 비치환 바이페닐의 경우 , equilibrium torsional angle이 44.4°로, torsional barriers은 꽤 작은 6.0 kJ/mol(0°에서), 6.5 kJ/mol(90°에서)으로 나타난다.오쏘 치환을 추가하면, 장벽은 급격히 높아져서 2,2'-dimethyl 유도체의 경우 장벽이 17.4 kcal/mol (72.8 kJ/mol)이다.

## 생물학적 측면
곰팡이와 균계의 성장을 방지해 보존제로서 이용된다.(E230과 함께 E231,E232 및 E233) 특히 감귤류의 과일의 운송중 보존에 이용된다. 유럽연합에서는 더 이상 식품첨가제로서 인정되지 않는다.
바이페닐의 약간의 독성은 생물학적으로 다른 화합물로 변환됨으로써 약화될 수 있다. 일부 박테리아는 이와 이의 폴리염화 바이페닐(PCBs)을 수산화시킬 수 있다.
항생제 oritavancin의 활성기의 일부이기도 하다.

## 바이페닐 화합물
바이페닐 치환물은 매우 많은 용도로 이용된다. 다양한 커플링 반응을 통해 제조되며 Suzuki-Miyaura reaction이나 Ullmann reaction을 포함한다. 폴리염화 바이페닐은 냉각제와 단열제로서 사용되었었고(현재는 독성으로 이용되지 않는다), 폴리브로민화 바이페닐은 방염제로서 사용되었다. diflunisal과 telmisartanbiphenyl와 같은 약품에서는 반복되는 바이페닐 구조가 나타난다. 약어 E7은 긴 지방족 꼬리를 가진 cyanobiphenyls로 구성된 액정 혼합물(상업적으로 액정 디스플레이에 이용된다) 을 나타낸다. 다양한 벤지딘 유도체는 염료와 고분자들에 이용된다. 바이페닐 액정 후보물질에 대한 연구는 주로 분자의 극성 머리부분(Cyano또는 halide 기와 같은) 또는 지방족 꼬리에 집중되어있다.

## 같이 보기
- 나프탈렌 - 두 고리가 붙어있는 형태
- 테르페닐 - 페닐 고리 세개를 가짐
- Terpyridine
- Terthiophene
- Tricyclobutabenzene

## 참고 문헌
- Isolation and Identification of Biphenyls from West Edmond Crude Oil N. G. Adams and D. M. Richardson. Analytical Chemistry 1953 25 (7), 1073-1074
- Biphenyl (1,1-Biphenyl). Wiley/VCH, Weinheim (1991), ISBN 3-527-28277-7